# شهروندی (فیلم)
«شهروندی» (انگلیسی: The Citizen (film)) یک فیلم درام مستقل محصول ایالات متحده آمریکا است که در سال ۲۰۱۲ منتشر شد.